# 気体力学研究所

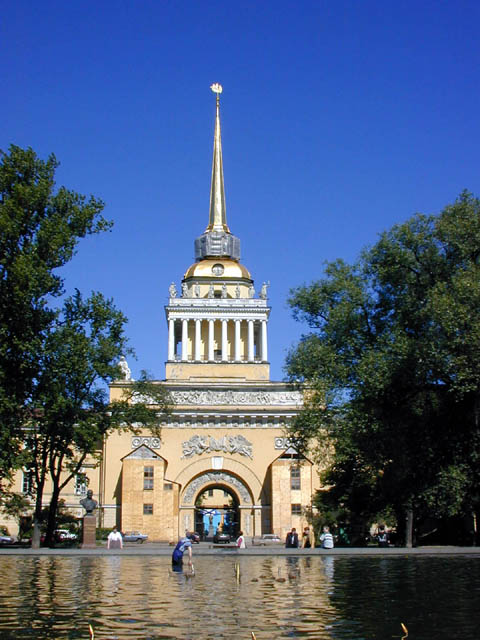
レニングラードの総督府にかつて気体力学研究所が入居していた。

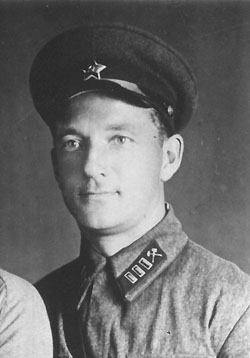
GE Langemak

気体力学研究所はソビエト連邦のロケットや無煙火薬の開発を行っていた研究所で後にロケット砲やソビエトの宇宙ロケットの原型となる液体燃料ロケットを開発した。

## 歴史
- ソビエト連邦における最初のロケットに関する研究機関だった。
- 1921年にモスクワでNA Tikhomirovによって設立された。
- 1927年に研究所はレニングラードに移転した。
- 1928年以降、気体力学研究所という名称になる。

## 気体力学研究所での無煙火薬の開発
- 非揮発性溶剤による無煙火薬
- 地上や航空機から発射するロケット。ロケット弾の開発。
- 1927年から1933年 — 火薬を動力とする航空機の開発。(U-1, TB-1等)

## 気体力学研究所の初期のメンバー
- NI Tikhomirov
- VA Artemiev
- BS and Paul
- GE Langemak

## 気体力学研究所における液体燃料ロケットの開発
1929年5月から電気ロケットと液体燃料ロケットエンジンの開発グループが編成された。ヴァレンティン・グルシュコが設立した。
- 1930年から1933年にORMシリーズのロケットエンジンがORM-1から推力2940N、比推力2060m/sのORM-52まで開発された。
- 1930年に硝酸や過塩素酸や過酸化水素を酸化剤として、ベリリウム等を燃料とするロケットが作られた。
- 酸化ジルコニウムのノズルやセラミックによる断熱の燃焼室が試みられた。
- 1931年に自己着火性推進剤と化学点火装置が試された。
- ジンバル支持式のエンジン
- 1931年—1932年 燃焼室からのガス駆動によるピストン式燃料ポンプが運転された。
- 1933年 — 推力3000Nのエンジンの為に遠心式燃料ポンプの設計がされた。
- 1931年 — 約50基のエンジンが試験された。

## 液体燃料と電気推進研究グループのメンバー
- ヴァレンティン・グルシュコ — リーダー
- AL Small
- V. Serov
- EN Kuz'min
- I. Kulagin
- ES Petrov
- P. Minaev
- BA Kutkin
- VP Yukov
- NG Chernyshev

その他 

## 反動推進研究所のメンバー
1933年に気体力学研究所のメンバーは反動推進研究所に加わった。

## 1930年に研究所はレニングラードへ移転
- 総督府の建物に入居した。
- ペトロパヴロフスク要塞で電気推進やエンジンの試験を行った。

## 気体力学研究所のメンバーに由来する月面のクレーター
ソビエトアカデミー科学委員会は1100kmに連なるクレーターに気体力学研究所のメンバーの名前をつけた。気体力学研究所から: Zasiadko, Konstantinov, Kibalchich, Fedorov, Pomortsev, Tikhomirov, Kondratyuk, Zander, Peter, Paul, Langemak, Artemyev, Kosberg , 気体力学設計局のメンバーから: Small, Petrov, Chernyshev, Zhiritsky, Artamonov, Gavrilov, Firsov, Alekhine, Grachev, Mezentsev.と命名された。

## 宇宙とミサイル技術博物館
1973年、レニングラード(現サンクトペテルブルク)にここに気体力学研究所があったことに由来して博物館が開設された。宇宙船や宇宙服、ロケット、ミサイル、人工衛星、月、惑星探査機等が展示されている。